# Leonel Álvarez
 Leonel de Jesús Álvarez Zuleta (* 29. Juli 1965 in Remedios), bekannt als Leonel Álvarez, ist ein ehemaliger kolumbianischer Fußballspieler. Der defensive Mittelfeldspieler gilt als einer der besten in der Geschichte seines Landes.

## Spielerkarriere

### Verein
Er begann seine Karriere 1983 bei Independiente Medellín und wechselte vier Jahre später zu Atlético Nacional. 1990 spielte er für América de Cali. Nach einem zweijährigen Intermezzo in Europa beim spanischen Club Real Valladolid, für den er 35 Spiele absolvierte, kehrte zurück in sein Heimatland zu América de Cali. 1996 ging er in die USA zu Dallas Burn, kurze Zeit später zu CD Veracruz in Mexiko und wieder zurück zu Dallas Burn. 1999 verpflichtete er sich für New England Revolution, bevor er 2002 bei Deportivo Pereira unterschrieb. Seine letzte Station war von 2003 bis 2004 Deportes Quindio.

### Nationalmannschaft
In die kolumbianische Nationalmannschaft wurde zum ersten Mal am 14. Februar 1985 zu einem Testspiel gegen Polen berufen. Er absolvierte 101 Spiele für die Landesauswahl, sieben davon bei den Fußball-Weltmeisterschaften 1990 und 1994. Außerdem nahm er 1987, 1989, 1991, 1993 und 1995 an der Copa América teil, bei der er dreimal mit seinem Team den dritten Platz erreichte.

## Trainerkarriere
Nach seiner aktiven Laufbahn war Álvarez einige Zeit nur noch Zuschauer. Erst 2008 griff er wieder ins Fußballgeschäft ein und wurde als neuer Technik-Trainer von Deportivo Pereira vorgestellt. 2008 kam er als Co-Trainer zu seinem früheren Klub Independiente Medellín, wo er für Santiago Escobar arbeitete. Nach einer Serie von schlechten Ergebnissen wurde Escobar entlassen und Álvarez rückte an die Stelle des Cheftrainers. Auf Anhieb gewann er mit seinem Klub die Meisterschaft im Torneo Finalización. Im Mai 2010 wechselte er in den Trainerstab von Hernán Darío Gómez, der zur gleichen Zeit als neuer Trainer der Kolumbianischen Nationalmannschaft präsentiert wurde. Zusammen führten sie das Team bei der Copa América 2011, wo man im Viertelfinale gegen Peru ausschied. Nach einem Skandal um Nationaltrainer Gómez im August 2011 wurde Álvarez im September des Jahres neuer Cheftrainer der kolumbianischen Auswahl. Nach zwei Spielen wurde er – nach einem Unentschieden und einer Niederlage – am 13. Dezember 2011 wieder entlassen.
Im Juli 2012 wurde Álvarez Trainer des kolumbianischen Erstliga-Vereins Itagüí FC. Nach dem für den Verein guten vierten Platz im Torneo Finalización wurde Leonel Álvarez im Januar 2013 von Deportivo Cali verpflichtet. In der Rückserie konnte er den Verein in das Meisterschaftsfinale führen, das aber gegen Atlético Nacional verloren wurde. Nach dem Gewinn der Superliga de Colombia im Januar 2014 startete der Verein aber sehr schlecht in die Hinrunde 2014. Deswegen wurde Álvarez im Februar 2014 entlassen.
Seit Mai 2015 ist Leonel Álvarez wieder Trainer von Independiente Medellín. Mit seinem neuen Verein konnte er direkt das Finale der kolumbianischen Meisterschaft erreichen, das jedoch gegen Deportivo Cali verloren wurde.

## Erfolge

### Als Spieler
- Kolumbianischer Meister mit América de Cali: 1992
- Copa Libertadores mit Atlético Nacional: 1989

### Als Trainer
- Kolumbianischer Meister mit Independiente Medellín: 2009-II
- Vizemeister: 2013-II mit Deportivo Cali, 2015-I mit Independiente Medellín
- Superliga de Colombia mit Deportivo Cali: 2014